# Batuka
«Batuka» (с англ. — «Батука») — песня, записанная американской певицей Мадонной из четырнадцатого студийного альбома певицы Madame X. Премьера песни состоялась 14 июня 2019 года.

## История создания
Сингл был выпущен 14 июня 2019 года в составе 14 альбома Мадонны Madame X. Альбом был создан под влиянием музыкального жанра «Batuka», который появился в Республике Кабо-Верде. В текст сингла включён религиозный и/или политический подтекст — в строках о «старике, которого нужно посадить в тюрьму».
Тем самым, певица хочет привлечь внимание общественности к проблеме рабства в Африканских республиках. В треке можно услышать строки, содержащие религиозную лексику, где певица и солистки «Batukadeiras Orchestra» скандируют: «Аллилуйя» и «Аминь».

## Музыкальное видео
Клип на песню, вышел 19 июля 2019 года и был снят в Лиссабоне. Режиссёром клипа стал Эммануэль Аджей.

## Живые выступления
14 участниц ансамбля Batukadeiras Orchestra, участвовавших в записи и съёмках клипа, были задействованы в мировом туре Мадонны Madame X Tour.